# جيمس رينولدز (ملحن)
جيمس رينولدز (بالإنجليزية: James Reynolds)‏ هو ملحن أمريكي، ولد في 1953 في لونغ بيتش في الولايات المتحدة.

## روابط خارجية
- جيمس رينولدز على موقع IMDb (الإنجليزية)